# Angela lemoulti
Angela lemoulti är en bönsyrseart som beskrevs av Lucien Chopard 1910. Angela lemoulti ingår i släktet Angela och familjen Mantidae. Inga underarter finns listade i Catalogue of Life.